# Daisy Earles

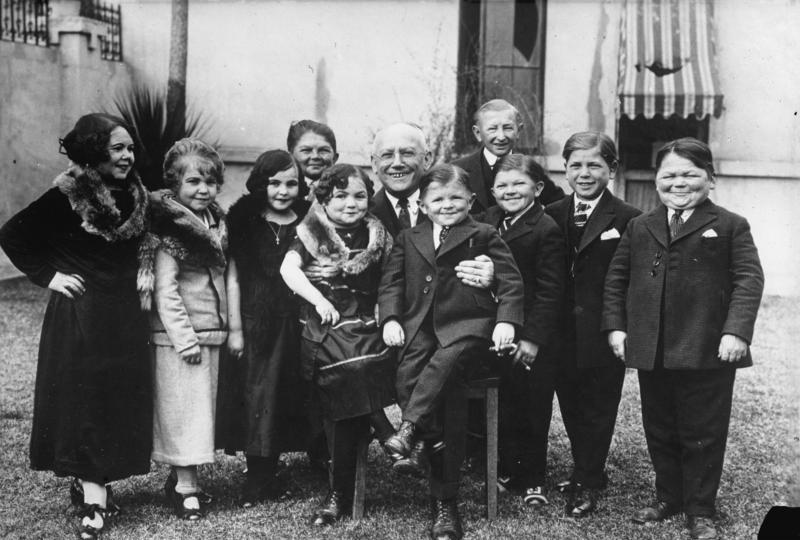
Daisy Earles (5. v.l.) mit der Doll Family (links) und Carl Laemmle (1929)

Daisy Earles, eigentlich Hilda Emma Schneider, auch bekannt als Daisy Doll (* 29. April 1907 in Stolpen, Deutschland; † 15. März 1980 in Sarasota, Florida), war eine deutschamerikanische kleinwüchsige Schauspielerin.

## Leben
Daisy Earles wurde im sächsischen Stolpen unter dem Namen Hilda Emma Schneider geboren. Sie war eines von sieben Geschwistern, von denen vier minderwüchsig waren. Hilda folgte ihren älteren Geschwistern Harry Earles und Grace Earles vermutlich um 1920 oder etwas später in die USA; später kam auch noch die jüngste Schwester Tiny Doll hinzu. An der Seite ihrer drei kleinwüchsigen Geschwister stieg Daisy in das Showgeschäft ein, sie traten gemeinsam als The Doll Family auf. Ungefähr dreißig Jahre lang arbeitete sie mit ihren Geschwistern im Ringling Bros. and Barnum & Bailey Circus; hier erhielt sie wegen ihrer kleinen, aber hübschen Statur den Beinamen the Midget Mae West. 
1928 spielte Daisy ihre erste Filmrolle im Film Three-Ring Marriage. Ihre bekannteste Rolle war allerdings die der Frieda in dem Filmklassiker Freaks von 1932. Hier spielte sie an der Seite ihres Bruders, der Friedas Verlobten Hans darstellte. Danach spielte Daisy noch kleinere Rollen in zwei weiteren Filmen: 1939 spielte sie einen Munchkin im Filmklassiker The Wizard of Oz mit Judy Garland und 1952 war sie in Die größte Schau der Welt unter Regie von Cecil B. DeMille zu sehen.
1942 heiratete Daisy, doch die Ehe mit Louis E. Runyan wurde noch im gleichen Jahr geschieden und Daisy kehrte zu ihrer Familie zurück. 1958 zogen sich alle vier Earles-Geschwister aus dem Showgeschäft zurück. Ihren Lebensabend verbrachten sie gemeinsam in ihrem Haus in Sarasota. Auf Daisy Earles' Leben wurde 1999 in dem dokumentarischen Film Freaks Uncensored! eingegangen und 2005 widmete Christophe Bier ihrem Andenken Ce nain que je ne saurais voir!.